# Donald Sangster
Pour les articles homonymes, voir Sangster.
Sir Donald Sangster, né le 26 octobre 1911 et mort le 11 avril 1967, est un homme d'État, Premier ministre de la Jamaïque en 1967.

## Biographie
Donald Sangster est né dans la Paroisse de Saint Elizabeth où son père est agent du cadastre. Il fait ses études au Munro College avant de devenir avocat en 1937. Il entre dans la vie politique en 1933 avec son élection au conseil de sa paroisse. En 1944, il concourt pour être élu à la Chambre des représentants comme candidat indépendant, mais est battu. Il est finalement élu en tant que membre du Parti travailliste de Jamaïque en 1949. Il devient alors ministre des Affaires sociales et du Travail de 1949 à 1953, puis ministre des Finances de 1953 à 1955. Il perd son siège lors des élections de 1955, face à un candidat du Parti national du peuple. Il est cependant réélu quelques mois plus tard lors d'une élection partielle et siège alors dans l'opposition au gouvernement de Norman Manley.
En 1962, après la victoire du JLP aux élections législatives, il rejoint le gouvernement où il s'occupe du portefeuille des Finances, puis devient rapidement vice-premier Ministre d'Alexander Bustamante. À ce titre, il  représente régulièrement la Jamaïque dans les différentes conférences coloniales qui préparent l'indépendance des colonies britanniques et fait notamment parti de la délégation qui se rend à Londres pour préparer l'indépendance de la Jamaïque et la constitution de 1962.
En février 1964, il remplace le Premier ministre, sir Alexander Bustamante par intérim quand ce dernier est malade.
Puis, le 23 février 1967, il succède à Bustamante au poste de chef du gouvernement mais meurt juste après avoir formé son cabinet, le 11 avril 1967, ce qui en fait le Premier ministre au mandat le plus court à ce jour en Jamaïque.
Son effigie apparaît sur les billets de cent dollars jamaïcains et l'aéroport de Montego Bay, Sir Donald Sangster International Airport, porte son nom.